# Gult porskinn
Gult porskinn (Mycolindtneria trachyspora) är en svampart som först beskrevs av Bourdot & Galzin, och fick sitt nu gällande namn av Rauschert 1988. Mycolindtneria trachyspora ingår i släktet Mycolindtneria och familjen Stephanosporaceae.   Inga underarter finns listade i Catalogue of Life.
I den svenska databasen Dyntaxa används istället namnet Lindtneria trachyspora för samma taxon.  Arten är reproducerande i Sverige.